# Фалькенау (Саксония)
Фалькенау (нем. Falkenau) — бывшая коммуна в немецкой федеральной земле Саксония. С 1 октября 2011 года входит в состав города Флёа.

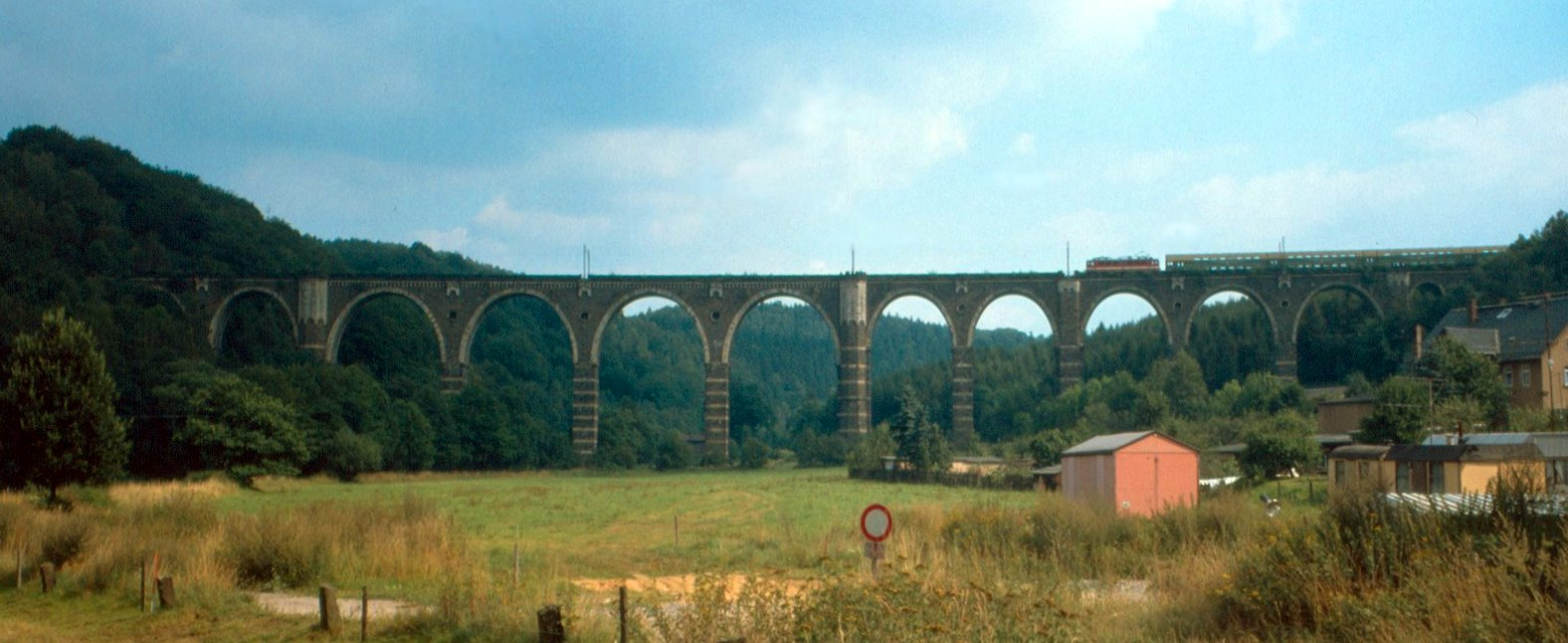
Хецдорфский виадукт

Подчиняется административному округу Хемниц и входит в состав района Средняя Саксония. На 31 декабря 2010 года население Фалькенау составляло 1951 человек. Занимает площадь 9,08 км².
Коммуна подразделялась на 2 сельских округа.

## Выдающиеся уроженцы
- Йозеф Карл Рэдлер